# Draba chionophila
Draba chionophila är en korsblommig växtart som beskrevs av Sidney Fay Blake. Draba chionophila ingår i släktet drabor, och familjen korsblommiga växter. Inga underarter finns listade i Catalogue of Life.